# Batalla del río Adda
La batalla del río Adda tuvo lugar el 11 de agosto de 490, en el río Adda, en el norte de Italia, que discurre por la región de Lombardía entre el ejército de los ostrogodos dirigido por Teodorico el Grande y el ejército mercenario de Odoacro. Fue la tercera batalla de los ostrogodos en Italia y fue ganada por Teodorico.

## La batalla
Después de que los ostrogodos fueron obligados a retroceder hacia el Tesino por la contraofensiva de Odoacro, Teodorico golpeó a Odoacro por tercera vez. Al este de Milán, en el río Adda, los ejércitos fueron derrotados y Teodorico obtuvo una difícil victoria.
Pierius, un general romano al servicio de Odoacro, murió en la batalla, demostrando que Odoacro había encontrado fieles partidarios de la élite romana.
Odoacro
Tras la derrota, Odoacro se retiró a Rávena, seguido de un asedio de tres años. Por medio de una artimaña Odoacro cayó en manos de los ostrogodos y fue asesinado a manos del mismo Teodorico.